# Michail Doliwo-Dobrowolski

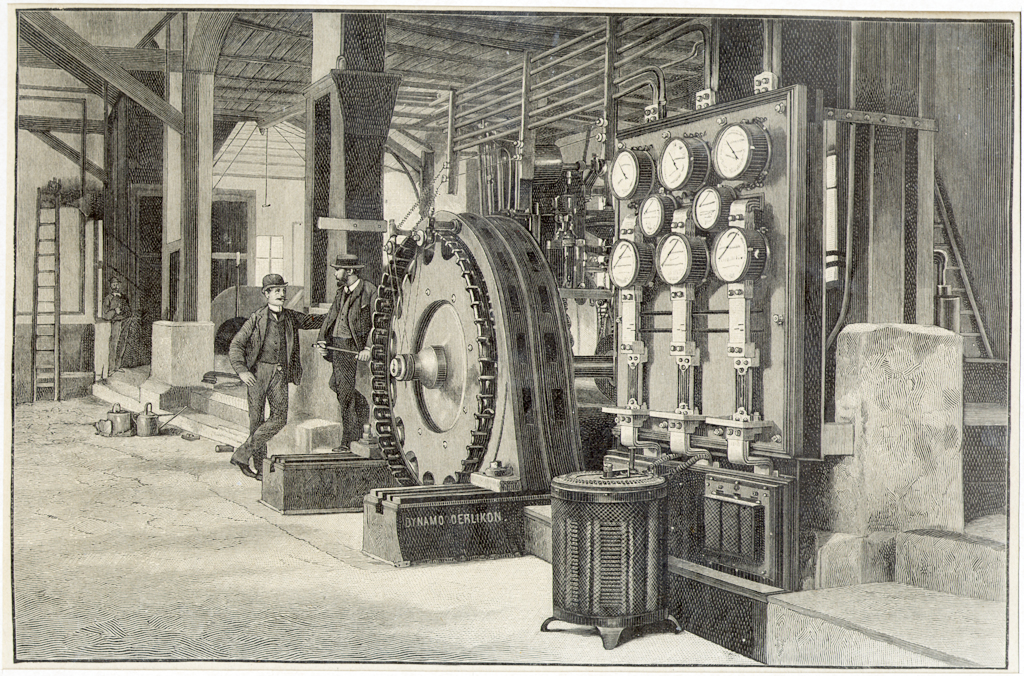
Centrale van Lauffen am Neckar

Michail Osipowitch Doliwo-Dobrowolski (Russisch: Михаил Осипович Доливо-Добровольский; Michail Osipovitsj Dolivo-Dobrovolski) (Gatsjina, 2 januari [O.S. 21 december 1861] 1862 – Heidelberg, 15 november 1919) was een Russische ingenieur, elektrotechnicus en uitvinder van het drie-fasenstroomsysteem.

## Biografie
Michail Doliwo-Dobrowolski werd geboren in Gatsjina, 60 km zuidwestelijk van Sint-Petersburg, als zoon van een ambtenaar, in een voormalig Poolse, adellijke familie uit het toenmalige Mazowsze. Hij bracht zijn jeugd door in Odessa, waar zijn vader in 1873 was gestationeerd. Na de lagere school ging hij op 16-jarige leeftijd naar het polytechnicum van Riga. Om de politieke vervolging na de moordaanslag op tsaar Alexander II van Rusland in 1881 te ontlopen, emigreerde Doliwo-Dobrowolski gedwongen naar Duitsland, en kwam terecht in Darmstadt.
Aanvankelijk wilde Doliwo-Dobrowolski werktuigbouwkunde studeren aan de Technische Hochschule van Darmstadt, maar veranderde van studierichting nadat de hogeschool in 1882 de eerste elektrotechnische leerstoel had ingesteld. Bij deze door Erasmus Kittler opgerichte leerstoel studeerde Michail van 1883-1884, en was van 1885-1887 een van Kittlers eerste assistenten. In 1887 bood AEG-directeur Emil Rathenau hem een baan aan, waarna Doliwo-Dobrowolski zijn hele leven lang met deze onderneming verbonden bleef.
Hij is een van de uitvinders van de driefasig symmetrisch wisselstroomstelsel, door hem draaistroom (Drehstrom) genoemd. Onafhankelijk van Tesla's onderzoek ontwikkelde hij een elektrische driefasengenerator, de asynchrone draaistroommotor met kortsluitanker (rond 1888), en bedacht hij de ster- en driehoekschakeling.
De triomf van zijn draaistroom werd in Europa getoond tijdens de Internationale Elektrotechnische Tentoonstelling van 1891 in Frankfurt am Main. Doliwo-Dobrowolski gebruikte zijn wisselstroomprincipe om elektrische energie te transporteren over een afstand van 176 km, van Lauffen am Neckar naar Frankfurt, met een rendement van 75%. Om dit mogelijk te maken, bedacht en bouwde hij een driefasentransformator en ontwierp hij bij Lauffen 's werelds eerste, door waterkracht aangedreven, elektriciteitscentrale voor driefasenwisselstroom. Hiermee legde hij de basis van het huidige elektriciteitsnet.
Hij heeft meer dan 60 patenten op zijn naam staan. In 1911 kreeg hij een eredoctoraat van de TH Darmstadt. In 1919 overleed hij door zwaar hartfalen.
- Gemeinsame Normdatei: 124889379
- International Standard Name Identifier: 0000 0000 4205 1886
- Library of Congress Control Number: n2004018173
- Nationale Bibliotheek van Letland: 000180028
- Mathematics Genealogy Project: 216271
- Nationale Bibliotheek van Polen: a0000001683644
- Virtual International Authority File: 69873366
- WorldCat: E39PBJqKh66HrJmCPcKkdcrH4q